# Waldemar I van Denemarken
Waldemar I (14 januari 1131 – Vordingborg, 12 mei 1182), bijgenaamd de Grote, was koning van Denemarken van 1154 (gedeeld) en van 1157 (alleen) tot 1182.
Waldemar was de zoon van Knoet Lavard en Ingeborg, dochter van Mstislav I van Kiev en Christina van Zweden. Knoet werd een week voor Waldemars geboorte vermoord door Magnus Nilsson van Denemarken en Ingeborg vernoemde haar zoon naar haar grootvader: Vladimir Monomach.
Omdat hij een potentiële erfgenaam was van de Deense kroon en zijn rivalen steeds machtiger werden, werd hij op veilige afstand van het hof door Asser Rig van Fjenneslev opgevoed. Hij raakte bevriend met diens zoons Absalon en Esbern Snare (1127-1204), die zijn beste vrienden bleven en zijn belangrijkste hovelingen werden.

## Strijd om de troon
Koning Erik III van Denemarken deed in 1146 troonafstand. De belangrijkste kandidaten voor het koningschap waren Sven III van Denemarken, heerser in Seeland, en Knoet V van Denemarken, heerser in Jutland. Waldemar koos de kant van Sven en werd door hem tot hertog van Sleeswijk benoemd. In 1152 bezocht Waldemar de rijksdag in Merseburg waar koning Frederik I Barbarossa onder andere probeerde te bemiddelen in de Deense opvolging. De bemiddeling mislukte maar Waldemar werd door hem bevestigd als hertog van Sleeswijk.
In 1153 keerde Sven zich tegen de familie van Asser Rig. In reactie daarop verliet Waldemar het kamp van Sven en sloot zich aan bij Knut. Door zijn afbrokkelende steun zag Sven zich genoodzaakt om in 1153 in ballingschap te gaan. Knut en Waldemar werden in 1154 op een landdag in Viborg (stad) samen tot koningen van Denemarken gekozen. Waldemar verloofde zich datzelfde jaar met Sophia van Minsk, halfzuster van Knut.
Sven keerde in 1157 terug, gesteund door Slavische stammen uit Noord-Duitsland. Sven, Knut en Waldemar onderhandelden een vrede waarbij ze Denemarken verdeelden, Waldemar kreeg Jutland. Sven organiseerde daarop een feestelijk banket in Roskilde. Tijdens het banket probeerde Sven om Knut en Waldemar, en hun aanhangers te vermoorden. Knut werd gedood maar Waldemar raakte alleen gewond en kon samen met Absalon ontsnappen naar Jutland. Sven trok met zijn leger naar Jutland maar Waldemar ontweek een tijd lang een directe confrontatie terwijl steeds meer manschappen zich bij zijn leger voegden. Op 23 oktober kon Waldemar Sven onverwacht overvallen op de Grathe Hede (heide). Het leger van Sven viel uiteen en Sven vluchtte van het slagveld. Volgens de overlevering werd hij door boeren doodgeslagen.

## Koning van Denemarken
Waldemar had al zijn rivalen overleefd en was nu alleen koning van Denemarken. Het volgende jaar benoemde hij Absalon tot bisschop van Roskilde. Na tien jaar van oorlog probeerde Waldemar vooral rust en vrede te herstellen. Hij verzoende zich met de aanhangers van zijn vroegere tegenstanders. In de buitenlandse politiek zocht hij vooral goede relaties met Duitsland: hij huldigde keizer Frederik Barbarossa in 1158 en 1162 (in ruil voor diens bescherming) en sloot een vriendschapsverdrag met hertog Hendrik de Leeuw van Saksen en Beieren. Hendrik en Waldemar vochten in 1159 samen tegen de Slaven van Noord-Duitsland. Daarnaast ondernam Waldemar bijna ieder jaar een aanval tegen de Slaven op Rügen, die voor zijn regering vaak de Deense kust hadden geplunderd. In 1169 lukte het de Denen om de belangrijkste vesting op Rügen, op kaap Arkona, in te nemen en bisschop Absalon kon heiligdom daar vernietigen. Rügen werd toegevoegd aan het bisdom van Absalon. Waldemar weigerde om de buit en de gijzelaars te delen met Hendrik de Leeuw. Dit verslechterde de relatie maar in 1171 legden Waldemar en Hendrik hun ruzie bij, Rügen werd ondergeschikt aan Saksen en er werd een afspraak gemaakt dat er later een huwelijk tussen hun kinderen zou plaatsvinden.
Waldemar bouwde versterkingen langs de oude Danevirke. Ook stichtte hij een aantal burchten om de Grote Belt en de Sont te beheersen: Kalundborg, Korsør, Nyborg, Sprogø en Vordingborg aan de Grote Belt en Kopenhagen en Helsingborg aan de Sont.
Waldemar volgde de keizer in de politiek ten aanzien van de kerk. Toen paus Alexander III werd gekozen, erkende Waldemar daarom tegenpaus Victor IV. Hierdoor kwam hij in conflict met aartsbisschop Eskil van Lund (1100 - ca. 1180) die trouw was aan Alexander III. Eskil ging daarop in ballingschap. Tegenpaus Victor werd opgevolgd door tegenpaus Paschalis III, die ook door Waldemar werd erkend. Pas na de dood van Paschalis erkende Waldemar Alexander III als paus (keizer Frederik bleef nog tot 1177 de tegenpausen steunen). In ruil hiervoor verklaarde Alexander dat het koningschap in Denemarken erfelijk was (tot die tijd werd de koning door dan landdag gekozen) en verklaarde hij Waldemars vader Knoet Lavard, heilig. Aartsbisschop Eskil begeleidde de transitie van de relieken van Knoet Lavard in 1169 en kroonde Waldemars oudste zoon Knoet VI van Denemarken in 1170 in Ringsted tot medekoning. Eskil vroeg ca. 1175 toestemming om af te treden. Toen hij toestemming kreeg, legde hij in 1177 zijn functie plechtig neer in aanwezigheid van Waldemar en vele hoogwaardigheidsbekleders. Hij wees bisschop Absalon van Roskilde als zijn opvolger aan.
Waldemar wordt beschouwd als de koning die van Denemarken een echte middeleeuwse staat maakte. Hij is begraven in de Mariakerk (tegenwoordig de Sint-Benedictuskerk) in Ringsted.

## Huwelijk en kinderen
Waldemar trouwde in 1157 met Sophia van Minsk, zij hadden de volgende kinderen:
- Sophia van Denemarken (1165-1208), gehuwd met Siegfried III van Weimar-Orlamünde;
- Knoet VI van Denemarken;
- Margarete (ovl. ca. 1188), non in het Mariaklooster te Roskilde;
- Maria (ovl. ca. 1188), non in het Mariaklooster te Roskilde;
- Waldemar II;
- Ingeborg van Denemarken (1180-1237), gehuwd met Filips II van Frankrijk;
- Helena (ca. 1180-1233), gehuwd met Willem van Lüneburg (1184-1213);
- Rikissa van Denemarken, gehuwd met Erik X van Zweden.

Waldemar had één buitenechtelijk kind bij een vrouw genaamd Tove: Christoffer (geb. ca. 1150), hertog van Zuid-Jutland.

## Voorouders
| Voorouders van Waldemar I van Denemarken (1131–1182) | Voorouders van Waldemar I van Denemarken (1131–1182)                     | Voorouders van Waldemar I van Denemarken (1131–1182)                     | Voorouders van Waldemar I van Denemarken (1131–1182)                     | Voorouders van Waldemar I van Denemarken (1131–1182)                     | Voorouders van Waldemar I van Denemarken (1131–1182)           | Voorouders van Waldemar I van Denemarken (1131–1182)           | Voorouders van Waldemar I van Denemarken (1131–1182)     | Voorouders van Waldemar I van Denemarken (1131–1182)     |
| ---------------------------------------------------- | ------------------------------------------------------------------------ | ------------------------------------------------------------------------ | ------------------------------------------------------------------------ | ------------------------------------------------------------------------ | -------------------------------------------------------------- | -------------------------------------------------------------- | -------------------------------------------------------- | -------------------------------------------------------- |
| Overgrootouders                                      | Sven II van Denemarken (1020-1076) ∞ ? (-)                               | Sven II van Denemarken (1020-1076) ∞ ? (-)                               | Thrugot Ulfsen (1076-1132) ∞ Thorgunna (-)                               | Thrugot Ulfsen (1076-1132) ∞ Thorgunna (-)                               | Vladimir Monomach (1053–1125) ∞ Gytha van Engeland (1055-1099) | Vladimir Monomach (1053–1125) ∞ Gytha van Engeland (1055-1099) | Inge I van Zweden (1040-1110) ∞ Helena (–)               | Inge I van Zweden (1040-1110) ∞ Helena (–)               |
| Grootouders                                          | Erik I van Denemarken (1070-1103) ∞ Boedil Thurgotsdatter (+/-1070-1103) | Erik I van Denemarken (1070-1103) ∞ Boedil Thurgotsdatter (+/-1070-1103) | Erik I van Denemarken (1070-1103) ∞ Boedil Thurgotsdatter (+/-1070-1103) | Erik I van Denemarken (1070-1103) ∞ Boedil Thurgotsdatter (+/-1070-1103) | Mstislav I (1076-1132) ∞ Kristina van Zweden (1075-1122)       | Mstislav I (1076-1132) ∞ Kristina van Zweden (1075-1122)       | Mstislav I (1076-1132) ∞ Kristina van Zweden (1075-1122) | Mstislav I (1076-1132) ∞ Kristina van Zweden (1075-1122) |
| Ouders                                               | Knoet Lavard (1096-1131) ∞ Ingeborg van Kiev (-1131)                     | Knoet Lavard (1096-1131) ∞ Ingeborg van Kiev (-1131)                     | Knoet Lavard (1096-1131) ∞ Ingeborg van Kiev (-1131)                     | Knoet Lavard (1096-1131) ∞ Ingeborg van Kiev (-1131)                     | Knoet Lavard (1096-1131) ∞ Ingeborg van Kiev (-1131)           | Knoet Lavard (1096-1131) ∞ Ingeborg van Kiev (-1131)           | Knoet Lavard (1096-1131) ∞ Ingeborg van Kiev (-1131)     | Knoet Lavard (1096-1131) ∞ Ingeborg van Kiev (-1131)     |

## Trivia
- Valdemar I verkreeg in de negentiende eeuw brede bekendheid als Deens historische personage door de cyclus in verzen en proza en gedichten die Bernhard Severin Ingemann tussen 1835 en 1847 over zijn leven schreef.
- Ook de Deense schrijver en wetenschapper Jens Peter Jacobsen schreef een in die tijd populair gedicht over koning Waldemar (IV?), zijn minnares Tove en koningin Hedwig. Het verhaal is een bewerking van een oud Deens verhaal dat lijkt te zijn gebaseerd op Waldemar I, Tove en Sophia, en vertelt over de jaloerse koningin die de minnares van de koning in haar bad laat verdrinken en de waanzin en vertwijfeling die daarop volgen. Arnold Schönberg componeerde op basis van dit verhaal een cantate van bijna twee uur: de Gurre-Lieder, die in 1913 in première ging.
- Sophia wordt soms omschreven als wreed maar daar is geen concrete basis voor. Er is ook geen enkele aanwijzing dat Sophia Tove werkelijk zou hebben laten vermoorden.

Gorm · Harald I · Sven I · Harald II · Knoet II · Knoet III · Magnus I · Sven II · Harald III · Knoet IV · Olaf I · Erik I · Niels · Erik II · Erik III · Sven III · Knoet V · Waldemar I · Knoet VI · Waldemar II · Erik IV · Abel · Christoffel I · Erik V · Erik VI · Christoffel II · Waldemar III · Christoffel II · Waldemar IV · Olaf II · Margaretha I · Erik VII · Christoffel III · Christiaan I · Johan · Christiaan II · Frederik I · Christiaan III · Frederik II · Christiaan IV · Frederik III · Christiaan V · Frederik IV · Christiaan VI · Frederik V · Christiaan VII · Frederik VI · Christiaan VIII · Frederik VII · Christiaan IX · Frederik VIII · Christiaan X · Frederik IX · Margrethe II · Frederik X
- Gemeinsame Normdatei: 104109785
- International Standard Name Identifier: 0000 0003 9333 9259
- Library of Congress Control Number: nr95046175
- Nederlandse Thesaurus van Auteursnamen: 244405336
- LIBRIS: 263753
- Système universitaire de documentation: 076435083
- Virtual International Authority File: 287589788
- WorldCat: E39PBJgmQfJpFwRx9XDy6VPfbd